# JSM Challenger 2008
Il JSM Challenger 2008 è stato un torneo di tennis facente parte della categoria ATP Challenger Series nell'ambito dell'ATP Challenger Series 2008. Il torneo si è giocato a Champaign negli Stati Uniti dal 10 al 16 novembre 2008 su campi in cemento indoor e aveva un montepremi di $50 000+H.

## Vincitori

### Singolare
Kevin Anderson ha battuto in finale  Kevin Kim con il punteggio di 6–3, 6–4.

### Doppio
Rajeev Ram /  Bobby Reynolds hanno battuto in finale  Olivier Charroin /  Nicolas Tourte con il punteggio di 3–6, 6–3, [10–6].